# Michail Antonio
Michail Gregory Antonio (Wandsworth, 28 marzo 1990) è un calciatore giamaicano con cittadinanza britannica, attaccante svincolato e della nazionale giamaicana.

## Biografia
Il 7 dicembre 2024 Antonio è stato coinvolto in un terribile incidente stradale, nelle campagne dell'Essex, contea di Londra in Inghilterra; l'auto che stava guidando, una Ferrari GTC4Lusso grigia, è improvvisamente uscita di strada a causa della perdita del controllo del veicolo da parte del giamaicano, andando a sbattere contro un albero riportando danni enormi; l'attaccante è apparso subito cosciente e si è ripreso nell'arco di qualche mese.
Già nel 2019 era accaduto un episodio simile, meno grave, nel giorno di Natale, in cui si è schiantato con la sua Lamborghini Huracán contro un recinto di una villetta a Balham, nel sud di Londra, mentre era vestito da pupazzo di neve, sfondando la recinzione e finendo in un giardino.

## Caratteristiche tecniche
Utilizzato principalmente come punta centrale nelle ultime stagioni con il West Ham, nasce come ala destra ma è stato schierato molte volte anche come terzino destro. La sua duttilità gli permette di essere schierato in tutti i ruoli d'attacco e di adattarsi bene a diversi schemi di gioco. Dotato di un buon senso del gol, anche grazie alla sua abilità negli inserimenti, possiede inoltre una grande capacità di corsa e resistenza fisica.

## Carriera

### Club

#### Vari prestiti
Il 28 ottobre 2008 viene acquistato, per una cifra non resa nota, dal Reading, con cui firma un contratto biennale. Dopo una prima parte di stagione nelle giovanili del club, nel febbraio successivo viene girato in prestito semestrale al Cheltenham Town in Football League One. Il 21 dello stesso mese esordisce tra i professionisti in occasione della partita di campionato persa 2-0 contro il Leeds Utd. A causa di alcuni infortuni colleziona solo 9 presenze fino al termine dell'accordo.
Il 5 ottobre 2009 passa sempre in prestito al Southampton, inizialmente per un mese poi fino al termine della stagione. Quattro giorno dopo debutta con la nuova maglia nell'incontro esterno di campionato vinto 3-1 ai danni del Southend Utd. Il 6 novembre realizza la sua prima rete in carriera nella partita contro il Bristol Rovers, nella quale effettua anche un assist, valevole per il primo turno di FA Cup. Il 28 marzo, invece, segna una delle quattro marcature che consente ai Saints di vincere la finale del Football League Trophy sul Carlisle Utd. Conclude l'annata con 6 reti in 34 presenze complessive.
Tornato al Reading, dopo aver firmato un'estensione del contratto fino al 2013, viene inserito in prima squadra in vista della stagione 2010-2011. Il 7 agosto gioca per la prima volta con il club, disputando l'ultimo quarto d'ora della partita inaugurale di Championship persa contro lo Scunthorpe Utd. Utilizzato principalmente come riserva, il 23 novembre seguente realizza l'unica rete della stagione ai danni del Burnley.
Il 15 agosto 2011 viene girato nuovamente in prestito, questa volta al Colchester Utd. Rimane in maglia biancoblù per quattro mesi (4 reti in 16 presenze) prima di essere richiamato dal Reading per motivi tattici, ottenendo sei presenze fino al febbraio seguente.

#### Sheffield Wednesday
Il 21 febbraio 2012 viene acquistato in prestito trimestrale dal Sheffield Weds. Cinque giorni dopo debutta nel derby vinto 1-0 contro i rivali dello Sheffield Utd. Nell'incontro seguente, vinto 4-1 contro il Bury, mette a segno una doppietta, ripetendosi poi contro il Bournemouth e Carlisle Utd. Il 5 maggio, segnando il 2-0 finale ai danni del Wycombe, contribuisce al secondo posto in campionato con conseguente promozione diretta in Championship. Al termine della stagione, in cui totalizza 14 presenze e 5 reti, viene riscattato dal club. Nei due anni successivi, ottenuta a pieno la titolarità, colleziona 13 reti e 70 presenze in tutte le competizioni.

#### Nottingham Forest
Il 6 agosto 2014 passa al Nottingham Forest, con cui firma un contratto triennale. In due stagioni totalizza 54 presenze e 19 reti in tutte le competizioni.

#### West Ham
Il 1º settembre 2015 viene acquistato dal West Ham Utd per 9.5 milioni di euro. Esordisce in Premier League il 19 settembre seguente, nella partita vinta 2-1 in trasferta contro il Manchester City, sostituendo al 60º minuto Victor Moses. Nella prima stagione totalizza 32 presenze e 9 reti. Nelle successive stagioni si afferma come uno dei giocatori più rappresentativi del club. Nelle annate 2019-2020 e 2020-2021 raggiunge la doppia cifra di reti (10). Il 23 agosto 2021 segna una doppietta nella vittoria per 4-1 contro il Leicester City e supera Paolo Di Canio come miglior marcatore nella storia degli Hammers in Premier League, raggiungendo quota 50 reti (in 161 presenze).

### Nazionale
Nell'agosto del 2016 viene convocato per la prima volta nella nazionale inglese dal commissario tecnico Sam Allardyce, in occasione della partita contro la Slovacchia, nella quale però rimane in panchina. L'anno seguente viene chiamato nuovamente in nazionale, questa volta da Gareth Southgate, non potendo però rispondere alla convocazione a causa di un infortunio al ginocchio.
Il 18 giugno 2021 viene inserito dal ct della nazionale giamaicana Theodore Whitmore nella lista dei partecipanti alla Gold Cup, cui però non partecipa in seguito al mancato ottenimento della cittadinanza. Nell'agosto dello stesso anno il calciatore completa le procedure burocratiche, rendendosi così convocabile per le sfide future. Esordisce con la nazionale giamaicana il 6 settembre 2021 successivo nella gara contro Panama, persa per 0-3 e valida per le qualificazioni al Mondiale 2022.
Ha partecipato alla CONCACAF Gold Cup 2023.

## Statistiche

### Presenze e reti nei club
Statistiche aggiornate al 26 giugno 2025.
| Stagione                   | Squadra                    | Campionato                 | Campionato | Campionato | Coppe nazionali        | Coppe nazionali | Coppe nazionali | Coppe continentali | Coppe continentali | Coppe continentali | Altre coppe | Altre coppe | Altre coppe | Totale | Totale |
| Stagione                   | Squadra                    | Comp                       | Pres       | Reti       | Comp                   | Pres            | Reti            | Comp               | Pres               | Reti               | Comp        | Pres        | Reti        | Pres   | Reti   |
| -------------------------- | -------------------------- | -------------------------- | ---------- | ---------- | ---------------------- | --------------- | --------------- | ------------------ | ------------------ | ------------------ | ----------- | ----------- | ----------- | ------ | ------ |
| 2008-feb. 2009             | Tooting & Mitcham Utd      | IL                         | 9          | 7          | FAT+Alan Turvey Trophy | 1+1             | 0               | -                  | -                  | -                  | LSC         | 1           | 3           | 12     | 10     |
| gen. 2009                  | Reading                    | FLC                        | 1          | 0          | FACup+CdL              | 0+1             | 0+0             | -                  | -                  | -                  | -           | -           | -           | 2      | 0      |
| feb.-giu. 2009             | Cheltenham Town            | FL1                        | 9          | 0          | FACup+CdL              | -               | -               | -                  | -                  | -                  | FLT         | -           | -           | 9      | 0      |
| 2009-2010                  | Southampton                | FL1                        | 28         | 3          | FACup+CdL              | 5+0             | 2               | -                  | -                  | -                  | FLT         | 6           | 2           | 39     | 7      |
| 2010-gen. 2011             | Reading                    | FLC                        | 21         | 1          | FACup+CdL              | 1+2             | 0               | -                  | -                  | -                  | -           | -           | -           | 24     | 1      |
| gen.-giu. 2011             | Colchester Utd             | FL1                        | 15         | 4          | FACup+CdL              | 0               | 0               | -                  | -                  | -                  | FLT         | 1           | 0           | 16     | 4      |
| 2011-gen.2012              | Reading                    | FLC                        | 6          | 0          | FACup+CdL              | 1+0             | 0               | -                  | -                  | -                  | -           | -           | -           | 7      | 0      |
| Totale Reading             | Totale Reading             | Totale Reading             | 28         | 1          |                        | 5               | 0               |                    | -                  | -                  |             | -           | -           | 33     | 1      |
| gen.-giu. 2012             | Sheffield Wednesday        | FL1                        | 14         | 5          | FACup+CdL              | 0+0             | 0               | -                  | -                  | -                  | -           | -           | -           | 14     | 5      |
| 2012-2013                  | Sheffield Wednesday        | FLC                        | 37         | 8          | FACup+CdL              | 2+3             | 0+1             | -                  | -                  | -                  | -           | -           | -           | 42     | 9      |
| 2013-2014                  | Sheffield Wednesday        | FLC                        | 27         | 4          | FACup+CdL              | 0+1             | 0               | -                  | -                  | -                  | -           | -           | -           | 28     | 4      |
| Totale Sheffield Wednesday | Totale Sheffield Wednesday | Totale Sheffield Wednesday | 78         | 17         |                        | 6               | 1               |                    | -                  | -                  |             | -           | -           | 84     | 18     |
| 2014-2015                  | Nottingham Forest          | FLC                        | 46         | 14         | FACup+CdL              | 1+2             | 0+1             | -                  | -                  | -                  | -           | -           | -           | 49     | 15     |
| ago. 2015                  | Nottingham Forest          | FLC                        | 4          | 2          | FACup+CdL              | 0+1             | 2               | -                  | -                  | -                  | -           | -           | -           | 5      | 4      |
| Totale Nottingham Forest   | Totale Nottingham Forest   | Totale Nottingham Forest   | 50         | 16         |                        | 4               | 3               |                    | -                  | -                  |             | -           | -           | 54     | 19     |
| 2015-2016                  | West Ham Utd               | PL                         | 26         | 8          | FACup+CdL              | 6+0             | 1               | UEL                | 0                  | 0                  | -           | -           | -           | 32     | 9      |
| 2016-2017                  | West Ham Utd               | PL                         | 29         | 9          | FACup+CdL              | 1+3             | 0               | UEL                | 4                  | 0                  | -           | -           | -           | 37     | 9      |
| 2017-2018                  | West Ham Utd               | PL                         | 21         | 3          | FACup+CdL              | 0+0             | 0               | -                  | -                  | -                  | -           | -           | -           | 21     | 3      |
| 2018-2019                  | West Ham Utd               | PL                         | 33         | 6          | FACup+CdL              | 2+3             | 0+1             | -                  | -                  | -                  | -           | -           | -           | 38     | 7      |
| 2019-2020                  | West Ham Utd               | PL                         | 24         | 10         | FACup+CdL              | 1+1             | 0               | -                  | -                  | -                  | -           | -           | -           | 26     | 10     |
| 2020-2021                  | West Ham Utd               | PL                         | 26         | 10         | FACup+CdL              | 1+0             | 0               | -                  | -                  | -                  | -           | -           | -           | 27     | 10     |
| 2021-2022                  | West Ham Utd               | PL                         | 36         | 10         | FACup+CdL              | 2+0             | 1+0             | UEL                | 9                  | 2                  | -           | -           | -           | 47     | 13     |
| 2022-2023                  | West Ham Utd               | PL                         | 33         | 5          | FACup+CdL              | 3+1             | 1+1             | UECL               | 11                 | 7                  | -           | -           | -           | 48     | 14     |
| 2023-2024                  | West Ham Utd               | PL                         | 26         | 6          | FACup+CdL              | 0+0             | 0+0             | UEL                | 6                  | 1                  | -           | -           | -           | 32     | 7      |
| 2024-2025                  | West Ham Utd               | PL                         | 14         | 1          | FACup+CdL              | 0+1             | 0+0             | -                  | -                  | -                  | -           | -           | -           | 15     | 1      |
| Totale West Ham            | Totale West Ham            | Totale West Ham            | 268        | 68         |                        | 25              | 5               |                    | 30                 | 10                 |             | -           | -           | 323    | 83     |
| Totale carriera            | Totale carriera            | Totale carriera            | 485        | 116        |                        | 47              | 11              |                    | 30                 | 10                 |             | 8           | 5           | 570    | 142    |

### Cronologia presenze e reti in nazionale
| Cronologia completa delle presenze e delle reti in nazionale ― Giamaica | Cronologia completa delle presenze e delle reti in nazionale ― Giamaica | Cronologia completa delle presenze e delle reti in nazionale ― Giamaica | Cronologia completa delle presenze e delle reti in nazionale ― Giamaica | Cronologia completa delle presenze e delle reti in nazionale ― Giamaica | Cronologia completa delle presenze e delle reti in nazionale ― Giamaica | Cronologia completa delle presenze e delle reti in nazionale ― Giamaica | Cronologia completa delle presenze e delle reti in nazionale ― Giamaica |
| Data                                                                    | Città                                                                   | In casa                                                                 | Risultato                                                               | Ospiti                                                                  | Competizione                                                            | Reti                                                                    | Note                                                                    |
| ----------------------------------------------------------------------- | ----------------------------------------------------------------------- | ----------------------------------------------------------------------- | ----------------------------------------------------------------------- | ----------------------------------------------------------------------- | ----------------------------------------------------------------------- | ----------------------------------------------------------------------- | ----------------------------------------------------------------------- |
| 6-9-2021                                                                | Kingston                                                                | Giamaica                                                                | 0 – 3                                                                   | Panama                                                                  | Qual. Mondiali 2022                                                     | -                                                                       | 70’                                                                     |
| 12-11-2021                                                              | San Salvador                                                            | El Salvador                                                             | 1 – 1                                                                   | Giamaica                                                                | Qual. Mondiali 2022                                                     | 1                                                                       | 73’                                                                     |
| 16-11-2021                                                              | Kingston                                                                | Giamaica                                                                | 1 – 1                                                                   | Stati Uniti                                                             | Qual. Mondiali 2022                                                     | 1                                                                       |                                                                         |
| 27-1-2022                                                               | Kingston                                                                | Giamaica                                                                | 1 – 2                                                                   | Messico                                                                 | Qual. Mondiali 2022                                                     | -                                                                       | 72’                                                                     |
| 30-1-2022                                                               | Panama                                                                  | Panama                                                                  | 3 – 2                                                                   | Giamaica                                                                | Qual. Mondiali 2022                                                     | 1                                                                       | 38’                                                                     |
| 2-2-2022                                                                | Kingston                                                                | Giamaica                                                                | 0 – 1                                                                   | Costa Rica                                                              | Qual. Mondiali 2022                                                     | -                                                                       | 58’                                                                     |
| 27-9-2022                                                               | Harrison                                                                | Argentina                                                               | 3 – 0                                                                   | Giamaica                                                                | Amichevole                                                              | -                                                                       | 87’                                                                     |
| 24-6-2023                                                               | Chicago                                                                 | Stati Uniti                                                             | 1 – 1                                                                   | Giamaica                                                                | Gold Cup 2023 - 1º turno                                                | -                                                                       | 75’                                                                     |
| 28-6-2023                                                               | Saint Louis                                                             | Giamaica                                                                | 4 – 1                                                                   | Trinidad e Tobago                                                       | Gold Cup 2023 - 1º turno                                                | -                                                                       | 77’                                                                     |
| 2-7-2023                                                                | Santa Clara                                                             | Giamaica                                                                | 5 – 0                                                                   | Saint Kitts e Nevis                                                     | Gold Cup 2023 - 1º turno                                                | -                                                                       | 46’                                                                     |
| 9-7-2023                                                                | Cincinnati                                                              | Guatemala                                                               | 0 – 1                                                                   | Giamaica                                                                | Gold Cup 2023 - Quarti di finale                                        | -                                                                       | 78’                                                                     |
| 13-7-2023                                                               | Paradise                                                                | Giamaica                                                                | 0 – 3                                                                   | Messico                                                                 | Gold Cup 2023 - Semifinale                                              | -                                                                       |                                                                         |
| 15-10-2023                                                              | Port of Spain                                                           | Haiti                                                                   | 2 – 3                                                                   | Giamaica                                                                | CONCACAF Nations League 2023-2024 - 1º turno                            | -                                                                       | 88’                                                                     |
| 18-11-2023                                                              | Kingston                                                                | Giamaica                                                                | 1 – 2                                                                   | Canada                                                                  | CONCACAF Nations League 2023-2024 - Quarti di finale                    | -                                                                       | 84’                                                                     |
| 6-6-2024                                                                | Kingston                                                                | Giamaica                                                                | 1 – 0                                                                   | Rep. Dominicana                                                         | Qual. Mondiali 2026                                                     | -                                                                       |                                                                         |
| 22-6-2024                                                               | Houston                                                                 | Messico                                                                 | 1 – 0                                                                   | Giamaica                                                                | Coppa America 2024 - 1º turno                                           | -                                                                       | 81’                                                                     |
| 26-6-2024                                                               | Paradise                                                                | Ecuador                                                                 | 3 – 1                                                                   | Giamaica                                                                | Coppa America 2024 - 1º turno                                           | 1                                                                       |                                                                         |
| 30-6-2024                                                               | Austin                                                                  | Giamaica                                                                | 0 – 3                                                                   | Venezuela                                                               | Coppa America 2024 - 1º turno                                           | -                                                                       | 67’                                                                     |
| 6-9-2024                                                                | Kingston                                                                | Giamaica                                                                | 0 – 0                                                                   | Cuba                                                                    | CONCACAF Nations League 2024-2025 - 1º turno                            | -                                                                       |                                                                         |
| 10-9-2024                                                               | Tegucigalpa                                                             | Honduras                                                                | 1 – 2                                                                   | Giamaica                                                                | CONCACAF Nations League 2024-2025 - 1º turno                            | 1                                                                       | 57’ 84’                                                                 |
| 14-10-2024                                                              | Kingston                                                                | Giamaica                                                                | 0 – 0                                                                   | Honduras                                                                | CONCACAF Nations League 2024-2025 - 1º turno                            | -                                                                       | 77’ 83’                                                                 |
| 16-6-2025                                                               | Carson                                                                  | Giamaica                                                                | 0 – 1                                                                   | Guatemala                                                               | Gold Cup 2025 - 1° turno                                                | -                                                                       | 85’                                                                     |
| 20-6-2025                                                               | San Jose                                                                | Giamaica                                                                | 2 – 1                                                                   | Guadalupa                                                               | Gold Cup 2025 - 1° turno                                                | -                                                                       | 81’                                                                     |
| 24-6-2025                                                               | Austin                                                                  | Panama                                                                  | 4 – 1                                                                   | Giamaica                                                                | Gold Cup 2025 - 1° turno                                                | -                                                                       | 72’                                                                     |
| Totale                                                                  |                                                                         | Presenze                                                                | 24                                                                      |                                                                         | Reti                                                                    | 5                                                                       |                                                                         |

## Palmarès

### Club

#### Competizioni nazionali
- Football League Trophy: 1

Southampton: 2009-2010

#### Competizioni internazionali
- UEFA Conference League: 1

West Ham: 2022-2023

### Individuale
- Squadra della stagione della UEFA Europa Conference League: 1

2022-2023